# Jackie Shroff
Jackie Shroff (* 1. února 1957) je indický herec. V Bollywoodu působí od roku 1978, objevil se ve více než 200 filmech v 10 jazycích. Bydlí v indické Bombaji. Jeho ženou je Ayesha Dutt a mají spolu dvě děti.

## Filmografie
- Hero (1983) — Jackie Dada / Jai Kishan
- Yudh (1984) — Inspektor Vikram (Viky)
- Palay Khan (1986) — Palay Khan
- Allah Rakha (1986) — Allah Rakha / Iqbal Anwar
- Karma (1986) — Baiju Thakur
- Kaash (1987) — Ritesh Anand
- Ram Lakhan (1989) — Inspektor Ram Pratap Singh
- Parinda (1989) — Kishan
- Main Tera Dushman (1989) — Kishan Shri Vastav
- Tridev (1989) — Ravi Mathur
- 100 Days (1991) — Kumar
- Saudagar (1991) — Vishal
- Dil Hi To Hai (1992) — Harshvardan / Govardan
- King Uncle (1993) — Ashok Bansal
- Khalnayak (1993) — inspektor Ram Kumar Sinha
- Aaina (1993) — Ravi Saxena
- Gardish (1993) — Shiva Sathe
- 1942: A Love Story (1994) — Shubshankar
- Trimurti (1995) — Shakti Singh
- Rangeela (1995) — Raj Kamal
- Agni Sakshi (1996) — Suraj Kapoor
- Border (1997) — Velitel křídla Anand (Andy) Bajwa.
- Bandhan (1998) — Thakur Suraj Pratap
- Sirf Tum (1999) — Pritam
- Kartoos (1999) — Jay Suryavanshi
- Refugee (2000) — Raghuvir Singh
- Mission Kashmir (2000) — Hilal Kohistani
- One 2 Ka 4 (2001) — Javed Abbas
- Albela (2001) — Prem
- Yaadein (2001) — Raj Singh Puri
- Lajja (2001) Raghu
- Devdas (2002) — Chunnilal Babu
- Baaz: A Bird in Danger — Jai Singh Dabral, starosta
- 3 Deewarein (2003) — Jaggu (Jagdish Prasad)
- Aan: Men at Work (2004) — Gautam Walia
- Hulchul (2004) — Balram
- Apna Sapna Money Money (2006) — Karlos
- Bhagam Bhag (2006) — J.D. Mehra (Londýn Policejní komisař)
- Eklavya: The Royal Guard (2006) — Rana Jyotiwardhan
- Raaz – The Mystery Continues (2009) — Veer Pratap
- Veer (2009) — Král Madhavgarh
- Aaranya Kaandam (2011) — Singaperumal
- Aurangzeb (2013) — Yashvardhan
- Dhoom 3 (2013) — Iqbal Khan
- Kochadaiyaan (2014) — Raja Mahendran (hlas)
- Happy New Year (2014) — Charan Grover
- Brothers (2015) — Garson Fernandes[2]
- Housefull 3 (2016) — Urja Nagre
- Sarkar 3 (2017) — Michael Vallya[3][4]